# Canalizare

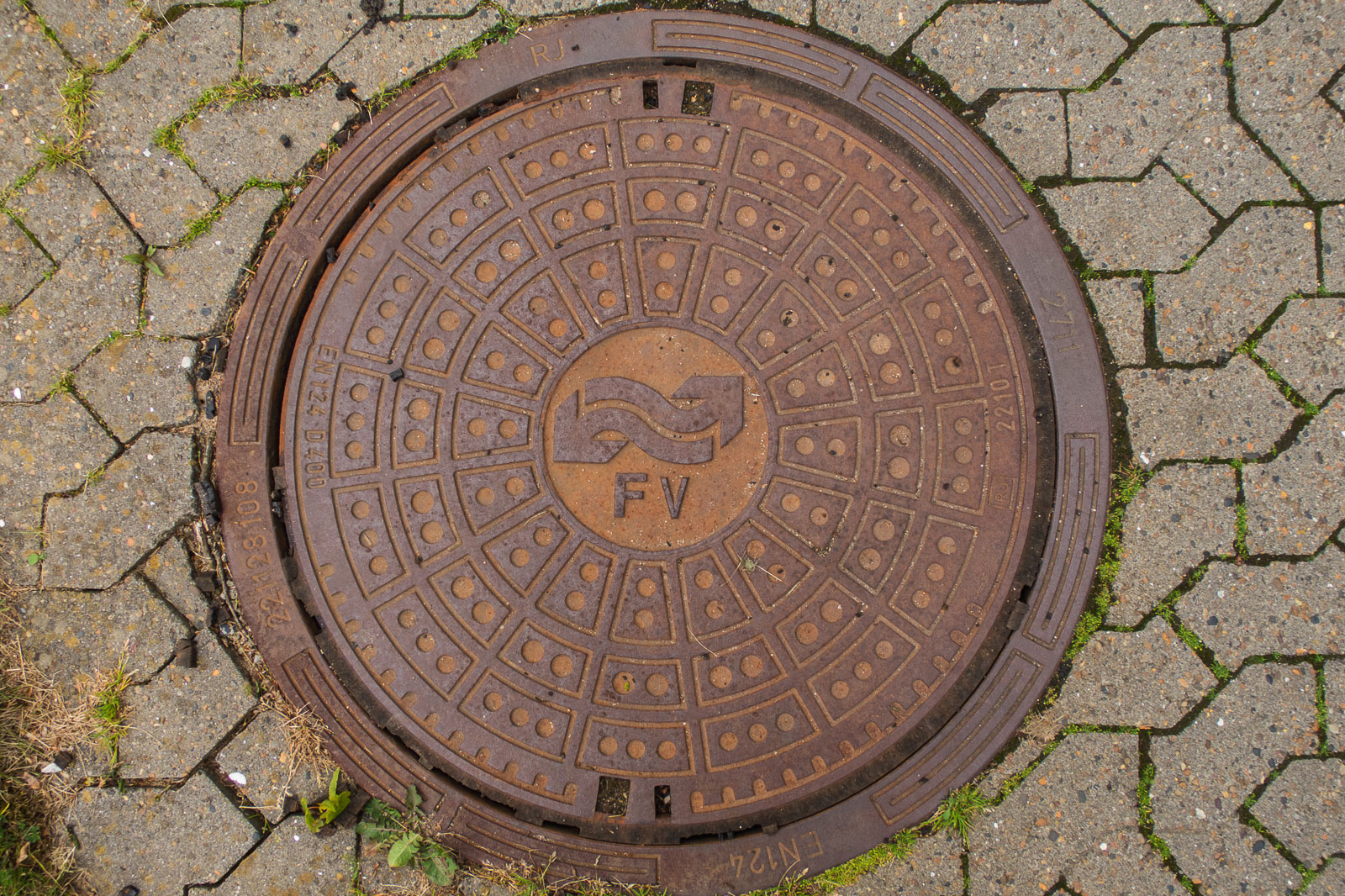

Canalizarea este o lucrare hidrotehnică de corectare a cursului apei prin intermediul unui canal, care poate fi deschis sau întubat având o secțiune de diferite forme geometrice.

## Tipuri de canalizare
- Canalizare pentru amenajări hidrotehnice;
- Canalizare pentru irigații;
- Canalizare menajeră pentru colectarea și evacuarea apelor uzate menajere de pe vatra localităților;
- Canalizare pluvială pentru colectarea și evacuarea apelor pluviale de pe vatra localităților, rezultate din precipitații atmosferice;
- Canalizare unitară pentru colectarea și evacuarea apelor uzate menajere și apelor pluviale de pe vatra localităților prin intermediul unei rețele unice de canalizare.